# Katarzyna Bratkowska
Katarzyna Dominika Bratkowska (ur. 1972 w Warszawie) – polska krytyczka literacka, feministka i aktywistka ruchów lewicowych.

## Edukacja i praca
Przez pewien czas uczęszczała do Liceum Sióstr Niepokalanek w Szymanowie. Szybko jednak, na własne życzenie, zmieniła szkołę. Edukację kontynuowała w Liceum im. Batorego w Warszawie i w Społecznym Liceum Ogólnokształcącym nr 4 w Warszawie. Absolwentka filologii polskiej na Uniwersytecie Warszawskim, ukończyła studia doktoranckie w Szkole Nauk Społecznych Instytutu Filozofii i Socjologii Polskiej Akademii Nauk, gdzie pisała doktorat pod kierunkiem Marii Janion. Pracowała jako nauczycielka języka polskiego w Wielokulturowym Liceum Humanistycznym im. Jacka Kuronia w Warszawie w ramach Zespołu Społecznych Szkół Ogólnokształcących Bednarska.
W latach 2008–2009 prowadziła wykłady w ramach podyplomowych gender studies przy Instytucie Badań Literackich PAN.

## Działalność
Współzałożycielka (wraz z m.in. Kazimierą Szczuką i Agnieszką Graff) nieformalnej grupy Porozumienie Kobiet 8 Marca organizującej Manifę – doroczną demonstrację odbywającą się w różnych miastach Polski w Dzień Kobiet. W latach 2001–2006 współtworzyła feministyczny hip-hopowy zespół Duldung. W 2013 podczas debaty telewizyjnej na temat projektu zaostrzenia kar za przerwanie ciąży, opracowanego przez Komisję Kodyfikacyjną przy Ministerstwie Sprawiedliwości, ogłosiła, że w Wigilię Bożego Narodzenia dokona aborcji, co stało się obiektem licznych kontrowersji i komentarzy. Jej działalność społeczna i polityczna skupia się przede wszystkim na walce o przywrócenie prawa kobiet do legalnej aborcji w Polsce. Jest współzałożycielką oraz prezeską polskiego stowarzyszenia pro-choice Same o sobie S.O.S. utworzonego w 2006 oraz inicjatorem akcji „Aborcyjny coming out”, w ramach której grupa kobiet przyznała się do przeprowadzenia aborcji. W 2006 została nominowana do tytułu Polka 2006 „Wysokich Obcasów”, dodatku Gazety Wyborczej”. Zasiadała w Radzie Nadzorczej Fundacji MaMa. Należy do rady programowej Polskiej Partii Pracy, jest także członkiem Komitetu Pomocy i Obrony Represjonowanych Pracowników. Zwolenniczka komunizmu. W 2014 współorganizowała wystawienie północnokoreańskiej opery autorstwa Kim Ir Sena, co spotkało się z oburzeniem znacznej części środowisk lewicowych.
Wraz z Kazimierą Szczuką napisała w 2011 Dużą książkę o aborcji (wyd. Wydawnictwo Czarna Owca).

## Życie prywatne
Jej ojcem był prawnik i dziennikarz Stefan Bratkowski, zaś matką dziennikarka Roma Przybyłowska-Bratkowska.

## Publikacje
- Katarzyna Bratkowska, Kazimiera Szczuka: Duża książka o aborcji. Warszawa: Wydawnictwo Czarna Owca, 2011. ISBN 978-83-7554-215-8. Brak numerów stron w książce
- Katarzyna Bratkowska: Mak z popiołem. W: praca zbiorowa pod. red. Ewy Graczyk i Moniki Graban-Pomirskiej: Siostry i ich Kopciuszek. Gdynia: Uraeus, 2002. ISBN 83-85732-88-8, ISBN 978-83-85732-88-4. Brak numerów stron w książce